# Landsmeer
Landsmeer es un municipio de la provincia de Holanda Septentrional, en los Países Bajos. Tiene una población estimada, a principios de 2023, de 11,706 habitantes.